# Falsches Spiel mit Roger Rabbit
Falsches Spiel mit Roger Rabbit (englisch Originaltitel: Who Framed Roger Rabbit, übersetzt „Wer hat Roger Rabbit etwas angehängt?“) ist ein US-amerikanischer Animation/Realfilm aus dem Jahr 1988. Regie führte Robert Zemeckis, während Steven Spielberg Produzent und kreativer Leiter war. Der Film wurde von Amblin Entertainment produziert und von Touchstone Pictures vertrieben. Die Premiere war am 22. Juni 1988.

## Handlung
In einem fiktiven Los Angeles im Jahr 1947 leben Menschen mit Zeichentrickfiguren, den Toons, zusammen. Zeichentrickfilme werden nicht gezeichnet, sondern in Studios mit den Darstellern aufgenommen. Schauspieler ist auch Roger Rabbit; er ist jedoch mit den Gedanken nicht ganz bei der Sache und macht daher Fehler. Studioboss R. K. Maroon beauftragt deshalb den heruntergekommenen Privatdetektiv Eddie Valiant, Rogers Ehefrau Jessica Rabbit zu beschatten, die ihn vermutlich hintergeht. Valiant hat zunächst kein Interesse, da vor Jahren sein Bruder und Partner Teddy bei der Verfolgung eines räuberischen Toons durch ein Klavier, das auf seinen Kopf gestürzt wurde, ums Leben gekommen ist; seitdem ist Valiant dem Alkohol verfallen und hat eine starke Abneigung gegen Toons entwickelt. Da er aber Schulden bei seiner Freundin Dolores hat, übernimmt er schließlich den Fall.
Valiant fotografiert Jessica zusammen mit dem Industriellen Marvin Acme beim Backe-Backe-Kuchen-Spiel. Als Roger die Fotos gezeigt werden, dreht dieser durch und läuft aufgeregt davon. Einen Tag später erfährt Valiant, dass Acme angeblich von Roger Rabbit umgebracht wurde: Roger soll Acme einen Tresor auf den Kopf geworfen haben und alle Indizien sprechen gegen ihn. Da Valiant durch die Art des Mordes an den Mord an seinem Bruder erinnert wird und da ausgerechnet Jessica Rabbit persönlich die Unschuld ihres Mannes beteuert, weckt der Fall schließlich doch noch sein Interesse. Zudem entwickelt er eine Abneigung gegen den ausführenden Gesetzeshüter von Toonstadt, Richter Doom, und dessen Handlanger, die Wiesel. Ihre Methode der Rechtsprechung besteht nämlich darin, Toons mit einer Suppe zu exekutieren, einer von Doom erfundenen Mischung aus Aceton, Terpentin und Benzol – das einzige Mittel, das einen Toon töten kann.
Im Laufe seiner Ermittlungen erfährt Valiant, dass Acme ein Testament verfasst hat, wonach er Toonstadt den Toons vererbt; das Testament konnte jedoch nicht gefunden werden. Wenn das Dokument nicht bald auftaucht, wird eine Privatfirma namens Cloverleaf, die schon die städtische Straßenbahn aufgekauft hat, auch Toonstadt übernehmen. Zu allem Überfluss versteckt sich Roger bei Valiant und erschwert diesem dadurch das Leben und seine Ermittlungen. Er schafft es aber, Eddie davon zu überzeugen, dass er Acme nicht umgebracht hat; seiner Eifersucht habe er im Verfassen eines Liebesbriefs an Jessica Luft gemacht, aber nicht mit einem Mord.
Gejagt von Doom und seinen Wieseln stolpert Valiant über einen Hinweis, dass Studioboss Maroon in der Sache seine Hände im Spiel hat. Von diesem erfährt er, dass Cloverleaf die Absicht hat, Toonstadt zu vernichten. Doch bevor Maroon mehr sagen kann, wird er hinterrücks erschossen. Schließlich stellt sich heraus, dass Richter Doom hinter der ganzen Sache steckt. Als der alleinige Inhaber von Cloverleaf will Doom Toonstadt kaufen, sie mit der Suppe auslöschen und an ihrer Stelle eine Autobahn bauen – wenn auch (aus seiner Sicht) eher aus ästhetischen denn aus Profitgründen. Als Valiant sich ihm in den Weg stellt, wird enthüllt, dass Doom selbst ein Toon ist – und der Mörder von Acme, Maroon und Teddy Valiant. Nachdem Valiant vier Wiesel zum Totlachen bringen konnte und ein Wiesel in die Suppe kickt, kommt es zu einem Kampf mit Doom, der damit endet, dass Doom versehentlich von seiner eigenen Erfindung vernichtet wird.
Schließlich findet sich auch das Testament. Marvin Acme hatte es als Scherzbold, der er zu Lebzeiten war, mit unsichtbar werdender und nach einiger Zeit wiedererscheinender Tinte geschrieben – und Roger hatte den scheinbar leeren Bogen anschließend für seinen Liebesbrief benutzt. Und mit sich selbst und den Toons wieder im Reinen zieht Eddie zusammen mit Dolores, Roger, Jessica und den versammelten Toons zu einer Freudenfeier in Toonstadt ein.

## Hintergrund
Roger Rabbit kam 1988 in die Kinos. Bereits drei Jahre zuvor hatten der Regisseur Robert Zemeckis und Steven Spielberg als Produzent mit ihren Planungen begonnen, um die Novelle „Who censored Roger Rabbit“ von Gary K. Wolf aus dem Jahr 1981 zu verfilmen.
Für den Zeichentrickbereich wurde mit Richard Williams ein zweiter Regisseur engagiert und für Tricks und Effekte verließ man sich auf Industrial Light and Magic, die renommierte Spezialeffekt-Firma von George Lucas. Das Ergebnis markiert den wahrscheinlich bis heute gültigen Höhepunkt der Filmindustrie vor dem beginnenden Computerzeitalter, denn Roger Rabbit kommt tatsächlich ohne Computeranimationen aus.
Dass der Film trotzdem sehr real wirkt, zeigt eine Anekdote des Hauptdarstellers Bob Hoskins: Als dessen junger Sohn den fertigen Film sah, war er wütend auf seinen Vater, weil dieser von den Dreharbeiten keinen der Toons mit nach Hause gebracht hatte. Er hätte sie gern persönlich kennengelernt.
Das Interessante an diesem Film ist auch, dass Toons (abgeleitet von Cartoon) von mehreren Zeichentrickstudios vorkommen, so zum Beispiel Betty Boop (von Max Fleischer), Donald Duck (Disney) und Daffy Duck (Warner Bros.). Warner Bros. erkannte das Potenzial des Films frühzeitig und gewährte gegen eine feste Lizenzgebühr und durch Überreden seitens Steven Spielberg uneingeschränkten Zugriff auf ihre Trickcharaktere mit der einzigen Auflage, Bugs Bunny und Micky Maus müsse gleich viel Zeit bei ihren Auftritten eingeräumt werden. Die Lizenzinhaber Terrytoons, Fleischer Studios und Walter Lantz Productions dagegen gewährten nur die Nutzung einiger ihrer Figuren gegen eine Lizenzgebühr pro Charakter, wo aber auch Spielberg derjenige war, der schlussendlich diese Studios überzeugte ihre Trickcharaktere auszuleihen.
Der Aufkauf der Straßenbahn und der versuchte Kauf der Toonstadt durch Cloverleaf lehnt sich an den Großen Amerikanischen Straßenbahnskandal der 1930er bis 1960er Jahre an, bei dem verschiedene große Autofirmen Straßenbahngesellschaften aufkauften und stilllegten, um den Autoabsatz zu fördern.
Die Figur des Marvin Acme als Besitzer der ACME-Fabrik basiert auf den in vielen Zeichentrickkurzfilmen von Warner Bros. und Disney vorkommenden fiktiven Firmennamen ACME als Hersteller aller Requisiten in Zeichentrickfilmen.
Als einer der wenigen Deutschen in Hollywood zeichnete Harald Siepermann als Character Designer, er war für das Storyboard verantwortlich.

## Synchronisation
Die Berliner Synchron GmbH Wenzel Lüdecke übernahm die Synchronisation. Für Dialogbuch und -regie war Lutz Riedel verantwortlich.
| Rolle                  | Englischer Sprecher                           | Deutscher Sprecher       |
| ---------------------- | --------------------------------------------- | ------------------------ |
| Roger Rabbit           | Charles Fleischer                             | Wolfgang Ziffer          |
| Eddie Valiant          | Bob Hoskins                                   | Klaus Sonnenschein       |
| Richter Doom           | Christopher Lloyd                             | Hermann Ebeling          |
| Dolores                | Joanna Cassidy                                | Ursula Heyer             |
| Marvin Acme            | Stubby Kaye                                   | Gerd Duwner              |
| Jessica Rabbit         | Kathleen Turner (Sprache) Amy Irving (Gesang) | Joseline Gassen          |
| R. K. Maroon           | Alan Tilvern                                  | Arnold Marquis           |
| Benny, das Taxi        | Charles Fleischer                             | Helmut Krauss            |
| Baby Herman            | Lou Hirsch                                    | Tobias Meister           |
| Smart Ass (Oberwiesel) | David L. Lander                               | Lutz Riedel              |
| Psycho (Wiesel)        | Charles Fleischer                             |                          |
| Greasy (Wiesel)        | Charles Fleischer                             |                          |
| Wheezy (Wiesel)        | June Foray                                    |                          |
| Stupid (Wiesel)        | Fred Newmann                                  |                          |
| Lieutenant Santino     | Richard LeParmentier                          | Friedrich Georg Beckhaus |
| Bongo, der Gorilla     | Morgan Deare                                  | Helmut Krauss            |
| Micky Maus             | Wayne Allwine                                 | Wilfried Herbst          |
| Donald Duck            | Tony Anselmo                                  | Tony Anselmo             |
| Goofy                  | Tony Pope                                     | Gerd Duwner              |
| Ede Wolf               | Tony Pope                                     | Tilo Schmitz             |
| Dumbo                  | Frank Welker                                  |                          |
| Bugs Bunny             | Mel Blanc                                     | Santiago Ziesmer         |
| Daffy Duck             | Mel Blanc                                     | Dieter Kursawe           |
| Schweinchen Dick       | Mel Blanc                                     | Wolfgang Spier           |
| Tweety                 | Mel Blanc                                     | Sven Plate               |
| Yosemite Sam           | Joe Alaskey                                   | Otto Czarski             |
| Hexe Hazel             | June Foray                                    |                          |
| Betty Boop             | Mae Questel                                   | Renate Danz              |
| Droopy                 | Richard Williams                              | Lutz Riedel              |
| Lena Hyena             | June Foray                                    | Christel Merian          |
| Woody Woodpecker       | Cherry Davis                                  | Cherry Davis             |
| Singendes Schwert      | Frank Sinatra                                 | Frank Sinatra            |

## Auszeichnungen
- 1988 – Spezial-Preis der Los Angeles Film Critics Association Awards
- 1988 – Jupiter für den besten Film
- 1989 – Oscar für Charles L. Campbell und Louis L. Edemann für den Tonschnitt sowie für Ken Ralston, Richard Williams, Ed Jones und George Gibbs für die visuellen Effekte und auch für Arthur Schmidt für den Filmschnitt. Außerdem drei weitere Nominierungen und einen Spezial-Oscar (Special Achievement Award) für Richard Williams für seine Regie und die Schaffung der Figuren.
- 1989 – British Academy Film Award für George Gibbs, Richard Williams, Ken Ralston und Ed Jones für die Spezial-Effekte.
- 1989 – BMI Film & TV Awards für Filmkomponist Alan Silvestri
- 1989 – David di Donatello für die Produzenten Robert Watts und Frank Marshall
- 1989 – Hauptpreis der Evening Standard British Film Awards für Bob Hoskins
- 1989 – Goldene Leinwand in Deutschland
- 1989 – Hugo für die beste dramatische Präsentation
- 1989 – Golden Reel Award der Motion Picture Sound Editors, USA
- Die Deutsche Film- und Medienbewertung FBW in Wiesbaden verlieh dem Film das Prädikat wertvoll.

## Kritiken
„Einzigartige Verbindung von Cartoon und echtem Tun, von Realfilm und Zeichentrick, von Chinatown und Disneyland, von Industrie und Magie. Ein perfekter Film.“

„Der Film fasziniert durch atemberaubend perfekte Technik und aufwendige, zum Teil so noch nie gesehene Effekte in der Kombination von Real- und Zeichentrickfilm; Witz und Biß, die viele der zitierten klassischen Trickfiguren auszeichneten, sowie die Originalität der Story bleiben dabei allerdings weit zurück. Für Kinder gelegentlich zu überdreht.“

## Kurzfilme
Um den hohen Bekanntheitsgrad von Roger Rabbit nach dem großen Kinoerfolg auszunutzen, wurden noch drei Kurzfilme produziert und jeweils als Vorfilm vor neuen Disney-Produktionen gezeigt.
- 1989 – Tummy Trouble (Regie Animation: Rob Minkoff, Regie Live Action: Frank Marshall) als Vorfilm von Liebling, ich habe die Kinder geschrumpft. Baby Herman verschluckt eine Rassel, im Krankenhaus warten Gefahren wie fliegende Spritzen oder ein atomarer Hasen-Spalter.
- 1990 – Roller Coaster Rabbit (Regie Animation: Rob Minkoff, Regie Live Action: Frank Marshall) ursprünglich als Vorfilm zu Arachnophobia geplant, dann genutzt, um Dick Tracy fürs Publikum attraktiver zu machen. Baby Herman macht sich auf einer Kirmes selbstständig, Höhepunkt ist eine rasante Achterbahnfahrt.
- 1993 – Trail Mix-Up (Regie: Barry Cook, der spätere Regisseur von Mulan) als Vorfilm von Die Spur des Windes – Das letzte große Abenteuer. Baby Hermans Mutter geht auf die Jagd. Roger Rabbit muss Herman vor einem wilden Schwarm Bienen und einem äußerst gefährlichen Sägewerk beschützen.
- Hare In My Soup – Blieb nach der beginnenden Abspaltung von Amblin Entertainment und Disney unvollendet. Roger Rabbit sollte als Kellner in einem Gourmetrestaurant für ständigen Ärger sorgen.

## Fortsetzung/Prequel
Da der Film sowohl bei Kritikern als auch an der Kinokasse großen Anklang fand, planten Walt Disney Pictures und Steven Spielberg eine Fortsetzung. Nat Mauldin schrieb ein Prequel mit dem Titel Roger Rabbit: The Toon Platoon, dessen Handlung im Jahr 1941 spielen sollte. Der Film sollte – ähnlich wie sein Vorgänger – mit zahlreichen Gastauftritten berühmter US-Cartoons der Jahre 1920–1960 gespickt sein. Die Handlung setzt in Roger Rabbits jungen Jahren ein, als er auf einem Bauernhof im mittleren Westen der Vereinigten Staaten lebt. Zusammen mit dem Menschen Ritchie Davenport bricht Roger nach Westen auf, um seine Mutter zu suchen. Dabei trifft er Jessica Krupnick (seine spätere Frau), eine sich abmühende Hollywoodschauspielerin. Jessica wird entführt und gezwungen, Sendungen für Nazideutschland zu machen. Roger muss ins von den Nazis besetzte Europa fliegen, um sie zu retten. Nach ihrem Sieg bekommen Roger und Ritchie eine Parade auf dem Hollywood Boulevard, und Roger trifft schließlich seine Mutter – und seinen Vater, Bugs Bunny. Der Film war als Direct-to-Video-Veröffentlichung geplant.
Mauldin benannte das Skript später in Who Discovered Roger Rabbit um. Spielberg verließ das Projekt, da er nach der Regie bei Schindlers Liste keine Nazis mehr persiflieren wollte. Michael Eisner beauftragte 1997 Sherri Stoner und Deanna Oliver mit einer Überarbeitung. Stoner und Oliver behielten zwar Rogers Suche nach seiner Mutter bei, machten ihn jedoch zum unfreiwilligen Star am Broadway und in Hollywood. Disney war davon beeindruckt, gab bei Alan Menken fünf Songs für den Film in Auftrag und bot an, die ausführende Produktion zu übernehmen. Einer der Titel, This Only Happens in the Movies, wurde 2008 auf dem Debütalbum der Broadway-Schauspielerin Kerry Butler aufgenommen. Eric Goldberg sollte der neue Leiter für die Animationen werden und er begann damit, Rogers Aussehen neu zu gestalten.
Spielberg, der zu diesem Zeitpunkt mit dem Aufbau von DreamWorks beschäftigt war, hatte kein Interesse an dem Projekt, obwohl Frank Marshall und Kathleen Kennedy diesem als Produzenten treu blieben. Probeaufnahmen für Who Discovered Roger Rabbit wurden 1998 bei Disneys Animationseinheit am Lake Buena Vista in Florida gemacht. Das Ergebnis war eine schwerfällige Mischung aus Computeranimation, traditionellem Zeichentrick und Realfilm, die Disney nicht gefiel. In einem zweiten Test wurden die Toons komplett computeranimiert, doch auch von diesem Vorhaben nahm man angesichts eines vorausgesagten Budgets von mehr als 100 Millionen Dollar Abstand. Eisner entschied, das Filmprojekt abzublasen. Im März 2003 sagte der Koproduzent des Ursprungsfilms, Don Hahn: „Erwartet so schnell keine Fortsetzung von Roger Rabbit. Die Animation wird heutzutage von Computern erobert, und der traditionelle Zeichentrick steht einfach nicht mehr an der Spitze.“
Im Dezember 2007 bekannte Marshall, er stünde der Idee immer noch „offen“ gegenüber, und im April 2009 enthüllte Zemeckis, dass auch er nach wie vor interessiert sei. Es wurde berichtet, dass die ursprünglichen Autoren, Jeffrey Price und Peter S. Seaman, derzeit an einem neuen Skript für das Projekt arbeiten. Des Weiteren sollen die Toons in traditionellem Zeichentrickstil animiert werden, während der Rest mittels Performance-Capture-Technik aufgenommen wird. Im Juni 2010 bestätigte Hahn in einem Interview mit dem Magazin Empire die Entwicklung einer Fortsetzung: „Ja, ich kann das unmöglich kommentieren. Ich bestreite das vollkommen, aber ja … Wenn Du ein Fan bist, dann wirst Du bald sehr, sehr, sehr glücklich sein.“ 2010 gab Bob Hoskins bekannt, dass er an dem Projekt interessiert sei und seine Rolle als Eddie Valiant wiederaufnehmen wolle. Allerdings zog er sich 2012 von der Schauspielerei zurück, nachdem bei ihm ein Jahr zuvor eine Parkinson-Erkrankung diagnostiziert worden war; im Jahr 2014 verstarb er. Marshall hat inzwischen bestätigt, dass es sich um ein Prequel handeln wird, ähnlich den früheren Entwürfen, und dass das Drehbuch beinahe fertig ist. Während eines Interviews bei der Premiere des Films „Flight“ sagte Zemeckis, es sei an Disney geschickt worden, und man warte auf die Genehmigung der Studiobosse.

## Fassungen
In den deutschen Kinos sowie im Pay- & Free-TV war Falsches Spiel mit Roger Rabbit in der ungeschnittenen Originalversion zu sehen.
Im deutschen Heimkino wurde hingegen eine leicht geänderte Fassung veröffentlicht. Hier wurden in zwei Szenen „anstößige“ Darbietungen entschärft.

## Medien
DVD
- Falsches Spiel mit Roger Rabbit. Special Edition. Buena Vista Home Entertainment, 2003

Blu-ray
- Falsches Spiel mit Roger Rabbit. Jubiläumsedition. Walt Disney Studios Home Entertainment, 2013
- Falsches Spiel mit Roger Rabbit. Jubiläumsedition (Steelbook). Walt Disney Studios Home Entertainment, 2014

4K-UHD
- Falsches Spiel mit Roger Rabbit. Standardedition. Walt Disney Studios Home Entertainment, 2021[21]

Soundtrack
- Alan Silvestri: Who Framed Roger Rabbit. A Disney Original Soundtrack. Buena Vista Records & Universal. Toronto u. a. 2002, DIS607627 oder ISBN 0-7634-1884-6 – Stereofone Originaleinspielung der Filmmusik durch das London Symphony Orchestra unter der Leitung des Komponisten